# Инсекти
Инсекти (лат. Insecta) су најмногобројнија класа животиња. Врло су разнолики по облику и начину живота; већином су малих размера; тело им је састављено из три јасно одељена дела: главе, груди и трбуха; на глави имају пар писака и три пара усних делова; на грудима са доње стране имају три пара чланковитих ногу а са горње два пара крила, ређе један пар или су без њих. Према грађи крила и усног апарата деле се на многобројне редове: тврдокрилце, опнокрилце, правокрилце, лептире, двокрилце, риличаре итд. Развијају се преображајем (метаморфозом) која може да буде потпуна (обухвата jaje, ларву, лутку и одраслог инсекта) или непотпуна (без стадијума лутке). Играју значајну улогу у природи, као опрашивачи биљака, a многи су велике штеточине пољопривредних и шумских култура или паразити човека (бува, стеница) и домаћих животиња (обад, голубачка мушица). Многи су преносиоци епидемичних болести човека и стоке (тифус, маларија, спаваћа болест). Многи су корисни као паразити и предатори штетних инсеката; директно су корисни пчела и свилопреља.
Процењује се да постоји око 800.000 описаних врста инсеката, што је више од броја свих осталих врста животиња заједно. Инсекти живе на свим местима на Земљи, у свим окружењима, мада је јако мали број инсеката прилагођен животу у мору. Постоји око 5.000 врста Odonata, 2.000 Mantodea, 20.000 скакаваца, 170.000 лептира, 120.000 мушица, 82.000 Hemiptera, 350.000 буба, и 110.000 врста мрава и пчела. Наука о инсектима се зове ентомологија.

## Опис
Класа инсеката обухвата око милион описаних врста што чини 2/3 укупног броја врста на нашој планети, а по неким мишљењима њихов број је далеко већи и износи између 10 и 30 милиона врста. Осим по бројношћу врста инсекти доминирају и по бројношћу јединки унутар сваке врсте. Процењује се да је укупна биомаса инсеката на Земљи 12 пута већа од биомасе целокупног становништва. Инсекти имају огроман значај како у природи тако и за човека, тако да је развијена посебна наука, ентомологија, за њихово проучавање.
Обзиром на развиће, инсекти се деле у две групе:
- аметаболни инсекти, који имају директно развиће;
- метаболни инсекти који имају развиће метаморфозом.

Метаболни инсекти могу бити:
- хемиметаболни инсекти или
- холометаболни инсекти.

Хемиметаболни инсекти у развићу пролазе кроз три стадијума:
- јаје,
- ларва и
- имаго (одрасла јединка).

Холометаболни кроз четири развојна ступња:
- јаје,
- ларва,
- лутка и
- имаго.

Пресвлачење и метаморфоза су под утицајем јувенилног хормона. Понашање инсеката је веома сложено, поготово социјалних (образују друштва). На понашање утичу егзохормони (луче их егзокрине жлезде) названи феромони.
На телу инсеката разликују се три региона:
- глава (cephalon),
- груди (thorax) и
- трбух (abdomen).

На глави имају један пар антена на којима су чуло додира и мириса. Усни екстремитети (мандибуле и два пара максила) граде, у зависности од начина исхране, различите типове усних апарата:
- за грицкање (скакавац),
- бодење и сисање (комарац),
- сисање (лептир),
- лизање (мува) и
- сркање (пчела).

Очи инсеката су сложене фацетоване које се одликују мозаичким видом. Инсекти су у стању да разликују облик, удаљеност, покрете па чак и боју.
Груди се састоје од три сегмента на којима се налазе три пара ногу за ходање. Поред ходања они могу да обављају и друге функције – копање, пливање, скакање и др. На другом и трећем грудном сегменту се, код крилатих инсеката, налазе два пара крила. На трбуху нема екстремитета, али се код неких група на последњем сегменту налазе остаци екстремитета у виду наставака, као што су легалица и жаока.

## Етимологија
Наука која се бави инсектима назива се ентомологија, а стручњаци за инсекте су ентомолози. Ентомологија је опсежна по подручју деловања, те се дели на ошту и примењену ентомологију. Популарна је широм света, те се њоме осим научника баве и бројни аматери, те бројна научна и стручна удружења.

## Морфологија
Опис спољашњег изгледа (морфологија) инсеката, односи се на одрасле сполно зреле јединке, а не на ларве.
Величина инсеката јако варира. Већина инсеката је дуга од једног до 20 mm. Али постоје и врсте дужине од 0,2 mm, као и они који су дуги 16 а широке 6 cm (Titanus giganteus), или чак до 33 cm дугих јединки паличњаци (Phasmatodea). Тело инсекта може бити издужено, спљоштено или мање-више кугласто.
Тело свих инсеката изграђено је од хитина, који може бити крут (чврсти делови) или еластичан (повезивање чврстих делова). Јасно је подељено на 3 основна дијела: главу (Caput), груди (Thorax) и стомак (Abdomen). На оклопу се разликује леђна страна (дорзална), трбушна страна (вентрална), те бочне стране (плеуралне). Сваки део хитинског егзоскелета састоји се од појединачних сраслих сегмента: леђних плочица (тергити), трбушних плочица (стернити) и бочних плочица (плеурити). Отвори кроз које инсекти дишу (стигме) отварају се бочно, те у телу прелазе у густи капиларни сплет дишних цевчица трахеја помоћу којих дишу, а број трахеја јако варира од врсте до врсте.

### Глава инсекта: очи, пипци, усни апарат
Глава инсекта настала је спајањем 6 ембрионалних колутића, што се одражава на спољашње и унутрашње структуре. На горњој страни главе се налази један пар пипака с чулима за мирис, а са сваке стране главе је по једно сложено око. Сложено око се може састојати и од хиљада мањих окаца. Многе врсте (цврчци, осе, пчеле, мрави) имају и додатне једноставне очи на темену, а служе им за лакше сналажење у мраку. Многе пећинске врсте немају очи. На доњој страни хитинске чауре главе се налазе по три пара усних органа: горња усна (одозго затвара уста), горња и доња вилица и доња усна, са пипалима. Ти усни органи су прилагођени (врста хране, начин прехране) за грижење (термити), бодење (комарци), лизање (пчеле) и сисање (лептири). Начин исхране у уској је вези с начином кретања, па је неки ловац месождер нпр. трчак хитар, биљождер нпр. гусеница се често добро пење, а неки разлагач нпр. балегар добро копа. Ту су и разне комбинације с летењем и без летења, специјализације грађе вилице ловца за већи и мањи плен, или грађе рила биљождера (нпр. дужина рила лептира или бумбара) за посебне биљке.

### Груди
Груди је део на којем су смештене ноге и крила. Главна функција прсишта је покретачка. Инсекти су једини крилати чланконошци. У прсишту су смештени и снажни и издржљиви мишићи, који омогућују покретање ногу и крила. Прса се, бројећи од главе, деле на три дела: прототоракс, мезоторакс и метаторакс, тј. предње, средње и стражње груди. Сваки прсни колутић носи свој пар ногу, а средњи и задњи имају и свој пар крила. Што се инсект више служи крилима прсни колутићи су збијенији, што се више служи ногама колутићи су раздвојенији. На сваком делу налазе се плочице, длачице, рупице, шавови. У прсишту су смештени предњи део система за варење, нервног и респираторног система, те су њиме повезани глава и стомак.

### Крила
Инсекти углавном имају два пара крила иако су неким посебним прилагођавањима врстама крила деломично или потпуно нестала. Налазе се с горње стране средњег и задњег грудног сегмента. Обликом и величином прилагођена су њиховим животним потребама. Дневни лептири лагано лепршајући замахну крилима око 9 пута у секунди, ноћни лептири 70-80 пута, пчеле скоро 200 пута, а муве више од 300 пута.
Разноврсност облика крила и распореда ребара на њима омогућава распознавање група инсеката. Код вретенаца су оба пара једнаке опнасте структуре и покрећу се независно, код већине других инсеката предња и задња крила се покрећу заједно. Код мрежокрилаца су крила испрекрштана ребрима, код опнокрилаца и лептира су задња крила мања од предњих, код двокрилаца су задња крила смањена у незнатне маљице, код равнокрилаца су задња крила већа од предњих, код корњаша су предња крила хитинизирана у тврдо покриље испод којега је пресложен много већи опнасти задњи пар крила, код полукрилаца је јаче хитинизирана само предња половина предњих крила. Крила су потпуно нестала код паразита: бува, ваши, стеница, пећинских инсеката. Крила су нестала само код женки свитаца, неких грбица, код смоквине ковнарице (Blastophaga psenes) су само мужјаци без крила. Без крила су радници мрава и термита, док су полни облици крилати. Паразитска мува, овчија ушара (Melophaus ovinus) лети около док не нађе домаћина, а кад заседне на домаћину одбаци крила.

### Ноге
Према употреби ноге могу бити ходалице, тркалице, пливалице, копалице, скакалице, грабилице, сабиралице, чистилице. Ходалице су ноге код већине инсеката, тркалице су јаке ноге за трчање (нпр. код трчка), пливалице су спљоштене и круте стражње ноге, на рубовима проширене дугим длакама (код водених полукрилаца), копалице су кратке и раширене предње ноге (код роваца), скакалице су јако продужене стражње ноге са снажним бедрима (код скакаваца, бува), грабилице су савијене предње ноге тако да је бут придружен бедру омогућава хватање плена (код богомољке), сабиралице су длакаве стражње ноге за сабирање цветног праха (у цветара), чистилице су нежне и длакаве предње ноге (код лептира).

### Трбух
Трбух је стражњи дио инсекта у којему се налази највећи део утробе па се због тога његов волумен може мењати. Састоји се од 11 колутића, који су у неких инсеката срасли, а код неких утиснути једни у друге. Код одраслих облика трбух нема екстремитете, док се код гусеница и неких опнокрилаца на трбуху развијају лажне ножице. На задња два колутића чешћи су танки чланковити дршци (стyли) или наставци (церци), нпр. код воденоцветова и ухолажа. На задњем се колутићу налази анални отвор и органи за парење.

## Анатомија

### Нервни систем
Нервни систем чини низ нервних чворова (ганглија), који су лествичасто повезани. Ганглија главе сложене је структуре. Најразвијенија је код задружних опнокрилаца, и то јаче у радилица него код полних животиња. Код различитих се инсеката опажа повезаност између величине мозга и ступња активности. Мозак пчеле је 1/174 део тела, а гундеља 1/3290. Са нервним системом повезана су чула и поједини органи, код неких инсекта су видни живци већи од остатка мозга.
Из 3 прсне ганглије живци излазе у ноге, а из средње и стражње прсне ганглије у крила. Симпатички нервни систем опскрбљује нервима утробу.

### Дисање и крвоток
Инсекти дишу преко ектодерма кроз дисајне цеви (уздушнице, трахеје), чији огранци залазе у све органе. Ваздух улази у трахеје кроз отворе на површини тела – стигме које се налазе са бочне стране у паровима и помоћу њих се врши размјена гасова између ткива и спољашње средине. Крвоток је отвореног типа што значи да нема артерија, вена и капилара него се крв слободно разлива по телесној шупљини инсеката. Боја инсекатске крви може бити зелена, смеђа, црвена или жута и у њој су заступљена само бела крвна зрнца тзв. леукоцити.

### Варење и екскреција
Систем за варење се састоји предњег, средњег и задњег црева. У предњем цреву се налази ждрело које је јако мишићаво. Једњак је танак и набран, у облику је праве цеви.

### Полни органи
Код већине инсеката је јасно изражено полно дволичје. Двополци (хермафродити) су ретки. Полне жлезде су парне, леже у задњем делу, већином имају заједнички отвор испред аналног отвора. Неки се инсекти паре само једном у животу, а сперма одложена у семеној врећици женке оплођује јаја годинама (нпр. код пчелиње матице). Женке неких врста имају посебну легалицу за полагање јаја.

## Животни простори
Инсекти су раширени по свим континентима и у свим климатским подручјима. Најчешће су копнене животиње, само понеки живе у слаткој води, а мали број у мору. То су организми који у свом телу садрже преко 50% воде и чији губитак доводи до пропадања, као што у сувишку доводи до угибања. Битан су чинилац у природи: разарају мртву органску материју, помажу при оплодњи биљки (30% европских цветница опрашују инсекти), преносе заразне болести, паразитирају на биљкама и животињама. Опстају на температури од -40 до 48 степени и изван те границе ниједна врста не може преживети.

## Начин живота
Инсекти су често добри летачи. Неки могу без одмарања прелетјети неколико стотина километара. Број замаха крилима варира од 6 до 10 у секунди код крупних дневних лептира, око 250 у секунди код пчела, а код комараца око 1.000 у секунди.
Трајање живота одраслог инсекта врло је различито: воденоцветокрилаши живе неколико сати, лептири неколико месеци, пчелиња матица 5 година, а неки мрави и до 15 година.

## Размножавање и развој
Укратко: јаје - ларва - лутка - одрасли инсекат
Одрасли полно зрели инсект има довршен развој, па се назива и завршеним инсектом. Такав облик настаје дуготрајним растом, сазревањем и телесним преобликовањем низа млађих развојних облика, па живот инсекта свакако траје дуже од неколико дана, или недеља. Развој започиње оплодњом јајета, при чему се развија заметак (ембрион). То је тзв. заметни (ембрионални) развој. Старији заметак сазрева и настаје ларва, која је спремна за живот изван јајета. Након пробијања и изласка из јајета, ларве се морају хранити и расти. Зато су живахне и најчешће покретљиве, да могу дохватити храну. Приликом раста, морају одбацивати делове тела који не расту, тј. пресвлаче се. Пресвлачење се догађа код ларви свих врста инсеката. Осим раста, догађа им се и промена облика преобразба (метаморфоза).
Има више типова развоја инсеката, а најлакше је разликују два основна типа преобразбе:
1. непотпуни преображај
Ларве оних врста којима млади већ након изласка из јаја наликују одраслима (скакавци, богомољке, бубашвабе, стенице, ухолаже итд.) не морају да се потпуно промене да би изгледали као одрасли. Након сваког пресвлачења ларве постају све веће и све сличније одраслима, те у задњем пресвлачењу задобију и крила и полне органе.
1. потпуна преобразба

Код другог типа развоја, ларве, иако се пресвлаче и расту, нису нимало сличне одраслима, него стално имају црволик изглед. Таква је већина инсеката (осе, пчеле, мрави, муве, лептири, корњаши, итд.). Лептирове ларве, иако су црволике, имају посебан назив гусјенице. Да би млади црволики инсекти постали одрасли комарци, корњаши итд., морају се потпуно и нагло променити. Задњим пресвлачењем ларве, уместо још веће црволике ларве, испод старе коже извирује нови и сасвим друкчији облик - лутка. Живот у облику лутке привидно је миран. Лутка се не помиче и не храни, али се у унутрашњости животиње догађају велике модификације органа. Кад лутка сазри, пуца њена спољашња површина, а из унутрашњости излази одрасли инсекат. Крила му олакшавају кретање, ради проналаска нових простора и партнера за продужење врсте. Почиње животна фаза одраслог инсекта.

## Производња звука и слух
Инсекти се најчешће оглашавају помоћу органа за стридулацију. Он се састоји од два тврда, назубљена, хитинска дела тела (зрикала) која се брзим покретима међусобно тару. Зрикање или чегртање зависи од структуре зупчаника, брзине превлачења и од придодатих резонатора. Положај зрикала може бити на предњим крилима, на ногама, прсима или стомаку. Зрикало често имају само мужјаци који се на тај начин јављају женкама.

## Значај инсеката
- Инсекти паразити и преносиоци заразних болести :

- - телесна ваш (Pediculus humanis) која преноси пегави тифус;
  - стидна ваш (Phthiris pubis), која није преносилац болести, већ само паразитира на човеку;
  - обична бува (Pulex), ектопаразит који се храни крвљу човека;
  - кућна мува (Musca domestica), преноси дизентерију и трахом (запаљење вежњаче ока);
  - обичан комарац (Culex), храни се крвљу – ектопаразит;
  - маларични комарац (Anopheles), преноси узрочника маларије;
  - комарац жуте грознице (Aedes) који преноси жуту грозницу ;
  - мува це-це (Glossina), преноси болест спавања;
  - обад, чији се мужјаци хране биљним соковима, а женке крвљу животиња, а нападају и човека;
- Економски значајни инсекти :
  - медоносна пчела (Apis melifera);
  - бумбари (Bombus), значајни за опрашивање биљака;
  - свилена буба (Bombyx mori) итд.

## Систематика, таксономија и еволуција инсеката
|  |

| Monocondylia         |
| -------------------- |
| -Archaeognatha - 470 |

| Apterygota     |
| -------------- |
| -Zygentoma<200 |
| -Monura        |

| Paleoptera                   |
| ---------------------------- |
| -Ephemeroptera- 2.500–<3.000 |
| -Odonata- 6.500              |

| Neoptera                      |
| ----------------------------- |
| -Blattodea – 3.684–4.000      |
| -Coleoptera – 360.000–400.000 |
| -Dermaptera – 1.816           |
| -Diptera – 152.956            |
| -Embioptera – 200–300         |
| -Hemiptera – 50.000–80.000    |
| -Hymenoptera – 115.000        |
| -Lepidoptera – 174.250        |
| -Mantodea – 2.200             |
| -Mecoptera – 481              |
| -Megaloptera – 250–300        |
| -Neuroptera – 5.000           |
| -Notoptera – 30               |
| -Orthoptera – 24.380          |
| -Phasmatodea – 2.500–3.300    |
| -Phthiraptera – 3.000–3.200   |
| -Plecoptera – 2.274           |
| -Psocoptera – 5.500           |
| -Raphidioptera – 210          |
| -Siphonaptera – 2.525         |
| -Strepsiptera – 596           |
| -Thysanoptera – 5.000         |
| -Trichoptera – 12.627         |
| -Zoraptera – 28               |

| Monocondylia         |
| -------------------- |
| -Archaeognatha - 470 |

| Apterygota     |
| -------------- |
| -Zygentoma<200 |
| -Monura        |

| Paleoptera                   |
| ---------------------------- |
| -Ephemeroptera- 2.500–<3.000 |
| -Odonata- 6.500              |

| Neoptera                      |
| ----------------------------- |
| -Blattodea – 3.684–4.000      |
| -Coleoptera – 360.000–400.000 |
| -Dermaptera – 1.816           |
| -Diptera – 152.956            |
| -Embioptera – 200–300         |
| -Hemiptera – 50.000–80.000    |
| -Hymenoptera – 115.000        |
| -Lepidoptera – 174.250        |
| -Mantodea – 2.200             |
| -Mecoptera – 481              |
| -Megaloptera – 250–300        |
| -Neuroptera – 5.000           |
| -Notoptera – 30               |
| -Orthoptera – 24.380          |
| -Phasmatodea – 2.500–3.300    |
| -Phthiraptera – 3.000–3.200   |
| -Plecoptera – 2.274           |
| -Psocoptera – 5.500           |
| -Raphidioptera – 210          |
| -Siphonaptera – 2.525         |
| -Strepsiptera – 596           |
| -Thysanoptera – 5.000         |
| -Trichoptera – 12.627         |
| -Zoraptera – 28               |

Најстарији облици налазе се у слојевима средњега девона. Традиционална систематика, која је базирана на морфологији или изгледу, обично даје хексаподама ранг суперкласе,‍:180 и идентификује четири групе унутар ње: инсекти (Ectognatha), скокуни (Collembola), Protura, и Diplura, при чему су задње три груписане заједно као Entognatha на бази интернализованих делова уста. Хијерархијски односи су прошли кроз бројне промене са напретком метода базираних на еволуционој историји и генетичким подацима. Садашње становиште је да су хексаподе полифилетске (где задњи познати предак није био члан групе), при томе класа Entognatha има засебну еволуциону историју од Insecta. За многе традиционалне, на изгледу базиране таксоне је показано да су парафилетски, тако да уместо коришћења рангова попут подкласа, надред, и подред, показано је да је боље да се користе монофилетске групе (у којима је задњи познати претходник члан групе). Следеће представља најбоље подржано монофилетско груписање класе Insecta.
Инсекти се могу поделити у две групе које су историјски третиране као подкласе: бескрилни инсекти, познати као Apterygota, и крилни инсекти, познати као Pterygota. Apterygota се састоји од примитивног бескрилног реда Zygentoma. Archaeognatha сачињава Monocondylia на бази облика њихових вилица, док су Zygentoma и Pterygota груписане заједно као Dicondylia. Могуће је да Zygentoma нису монофилетски, са фамилијом Lepidotrichidae, већ да су сестринска група Dicondylia (Pterygota и преосталих Zygentoma).
Paleoptera и Neoptera су крилати редови инсеката који се диференцирају по присуству отврднутих делова тела званих склерити, и код Neoptera, мишића који омогућавају да се њихова крила равно преклопе преко стомака. Neoptera се може даље поделити на метаморфозно некомплетне (Polyneoptera и Paraneoptera) и комплетне групе. Показало се да је тешко да се појасне односи између редова код Polyneoptera, зато што константан прилив нових налаза условљава ревизије таксона. На пример, испоставило се да је Paraneoptera сроднија са Endopterygota него са осталим члановима Exopterygota. Недавни молекуларни налази налазе да су традиционални редови ваши Mallophaga и Anoplura произашли из Psocoptera је довело до формирања новог таксона Psocodea. Предложено је да Phasmatodea и Embiidina формирају Eukinolabia. Сматра се да Mantodea, Blattodea, и Isoptera формирају монофилетску групу Dictyoptera.
Могуће је да је Exopterygota парафилетска у односу на Endopterygota. Питања која су произвела полемике укључују заједничко груписање Strepsiptera и Diptera као Halteria на бази редукције једног пара крила – што је становиште које нема јаку подршку ентомолошке заједнице. Neuropterida се често спајају или раздвајају по хировима таксономиста. За буве се сад сматра да су блиско сродне бореидним мекоптеранима. Многа питања остају отворена у погледу основних релација међу редовима ендоптеригота, а посебно Hymenoptera.
Изучавање класификације или таксономије инсеката се зове систематска ентомологија. Ако је фокус на спедифичном реду или фамилији, термин може да постане специфичан за тај ред или фамилију, на пример систематска диптерологија.

## Галерија
- Мува (Musca domestica)
- оса (Polistes)
- Скакавац
- Пчела
- Бубамаре у љубавном заносу
- Пчела
- Фосил бубе
- Врста Simosyrphus grandicornis се пари у лету.